# 柳红莓科
柳红莓科（学名：Gerrardinaceae）为腺椒树目的一个科。此科的模式属为柳紅莓屬（Gerrardina）。

## 下级分类
- 柳红莓属 Gerrardina Oliv., 1870
  - Gerrardina eylesiana Milne-Redh.
  - Gerrardina foliosa Oliv.